# Psolodesmus
Psolodesmus is een geslacht van libellen (Odonata) uit de familie van de beekjuffers (Calopterygidae).

## Soorten
Psolodesmus omvat 1 soort:
- Psolodesmus mandarinus McLachlan, 1870